# Maria Eduarda Silva
Maria Eduarda Silva (Porto, 2 de dezembro de 1961) é atualmente professora associada e investigadora na Faculdade de Economia da Universidade de Porto. Licenciou-se, em 1985, em Matemática (ramo Matemática Aplicada) na Faculdade de Ciências da Universidade do Porto. Doutorou-se, em 1994, em Estatística na Universidade de Manchester sob orientação científica do Professor Tata Subba Rao.
Foi presidente da Sociedade Portuguesa de Estatística entre 2015 e 2020.
Foi membro da comissão executiva da conferência The Value of Official Statistics as a Public Good nas comemorações do  European Statistics Day (ESD), em 2017.
Foi membro do Conselho de Representantes da Faculdade de Economia da Universidade do Porto entre 2011 e 2014.
Foi membro do Comité Científico do Programa Doutoral em Matemática e Aplicações (PDMA) entre 2008 e 2010.
Na atualidade é diretora do Mestrado em Modelação, Análise de Dados e Sistemas de Apoio à Decisão da Faculdade de Economia da Universidade do Porto. É também Secretaria Geral da Federation of European National Statistical Societies (FENStatS).
É membro da Unidade de Investigação CIDMA sediada no Departamento de Matemática da Universidade de Aveiro.

## Investigação e Publicações
As principais linhas de investigação da professora Maria Eduarda Silva centram-se, sobretudo, em
- Séries temporais de valor inteiro[1][2][3][4][5]
- Classificação de séries temporais[6]
- Memória longa[7][8]
- Previsão[9]
- Aplicações[10][11]
- Processos espaço-temporais[12]